# Sadako Yamamura
Sadako Yamamura (山村貞子 Yamamura Sadako?) es un personaje ficticio antagónico de la novela Ringu, de Koji Suzuki, y la adaptación cinematográfica de 1998; también aparece como antagonista en las respectivas secuelas literarias y cinematográficas de la historia y sirve como modelo para las antagonistas de los remakes coreanos y estadounidenses de las películas ciclo de El Aro, aunque como caracteres diferentes.
En la novela original, el personaje de Sadako es descrito como una poderosa psíquica intersexual mientras que en las películas, se dio a entender que es la hija de una mujer humana y entidad oceánica sobrenatural. Su nombre combina los kanjis "casta" (sada) y "niño" (ko).

## Descripción
Como fantasma Sadako es una mujer cuyo rostro se oculta tras su cabello largo y negro, dejando a la vista solo uno de sus ojos, el cual se muestra desmesuradamente abierto y desorbitado. Se ve a menudo saliendo de una pantalla de televisión, justo después de una representación de su salida del pozo. Este aspecto es típico de los yūrei, una especie de fantasma japonés atados al mundo físico a través de las emociones fuertes que no les permiten pasar al otro mundo. En concreto, Sadako es un tipo de yūrei conocido como un Onryō, unidos por un deseo de venganza.
En las novelas es descrita, en vida, como una joven de belleza fuera de lo común que causa admiración por ser una mujer con unos rasgos tan perfectos, con una nariz delgada y estilizada, ojos finos, una voz grave pero atractiva, facciones simétricamente exactas, labios delgados que aparentaban una sutil mueca despiadada, una estatura que no llega a los 160 centímetros, larga cabellera, pechos pequeños perfectamente formados y piel de un color blanca lechosa, todo ello complementado con una actitud tranquila, personalidad silenciosa y gestos tan inocentes como adorables. Aun así, aunque la belleza de Sadako deslumbraba y encantaba a quien la viera, todos eventualmente sentían una incomodidad instintiva por su presencia y era esta sensación la que perduraba en el recuerdo de la gente más que su belleza.
Según se explica en la novela, aunque Sadako desde su nacimiento poseía la apariencia y prácticamente todas las características físicas de una mujer, biológicamente era un varón ya que padecía feminización testicular, un tipo de pseudohermafroditismo masculino, siendo la única evidencia visual de esto un saco escrotal ubicado sobre el pubis; por lo general los andrógenos se encuentran presentes incluso en el cuerpo femenino, teniendo un cierto grado de influencia en el desarrollo físico y rasgos de las mujeres, aunque muchísimo más tenues que en los varones, pero en el caso de Sadako se trata de un cuadro de resistencia a los andrógenos tan radical que estos no lograron absolutamente ninguna influencia en su desarrollo físico, por ello en parte la peculiar belleza de Sadako se debe a que sus rasgos son totalmente femeninos, más allá de lo que incluso las mismas mujeres llegan a poseer.

### Influencias

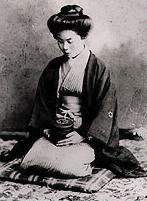
Chizuko Mifune, una famosa psíquica de inicios del fue la inspiración para Sadako y su madre.

Al igual que muchas criaturas del folclore, el yūrei tiene un aspecto tradicional y sigue un cierto grupo de reglas. Por lo general se representa como una mujer, a pesar de las leyendas también incluyen yūrei masculino. Visten ropa blanca, que es el color de la ropa con que los cadáveres son tradicionalmente vestidos en Japón. Durante mucho tiempo, a menudo descuidado pelo negro y tez blanca, que proviene de teatro Kabuki, donde cada personaje tiene un tipo particular de la peluca y el maquillaje que los identifica a la audiencia. (Aunque también puede provenir del hecho de que mientras que las mujeres japonesas generalmente llevaban el pelo recogido en un moño, para el funeral y el entierro, el pelo largo se desata).
Además de la aparición yūrei estándar, Sadako es también una fusión de dos famosos fantasmas japoneses, Oiwa del Yotsuya Kaidan y Okiku de Banchō Sarayashiki. Como Oiwa, Sadako muestra un solo ojo, deforme. De Okiku, la forma en que murió, ser arrojada a un pozo y luego emerger como fantasma desde allí para buscar venganza.
Sadako también se basa en la vida de la psíquica de principios del siglo XX, Sadako Takahashi, quien se decía practicaba el nensha, el arte de proyectar imágenes en una película solo con el pensamiento. En 1931, Takahashi fue estudiada por el psicólogo Tomokichi Fukurai para su libro Clarividencia y Pensamiento. Fukurai también trabajó con la psíquica Chizuko Mifune, quien inspiró la historia de fondo de Sadako y su madre Shizuko.

## Biografía ficticia
Sadako nació en 1947 de la relación extramatrimonial del Dr. Heihachiro Ikuma y su amante Shizuko Yamamura, una muchacha recién llegada a Tokio desde la isla de Oshima. Siendo adolescente Shizuko ganó poderes psíquicos después de recuperar una antigua estatuilla de En no Ozuno del océano, unos años después se mudó a Tokio donde inició su relación con Ikuma, un catedrático obsesionado con estudiar y probar la existencia de los poderes psíquicos; ese mismo año regresaría para dar a luz en casa de su familia. Tras el parto, se descubrió que el bebé tenía feminización testicular, secreto que fue guardado celosamente por la familia, quienes registraron a la criatura como una niña y la llamaron Sadako Yamamura.

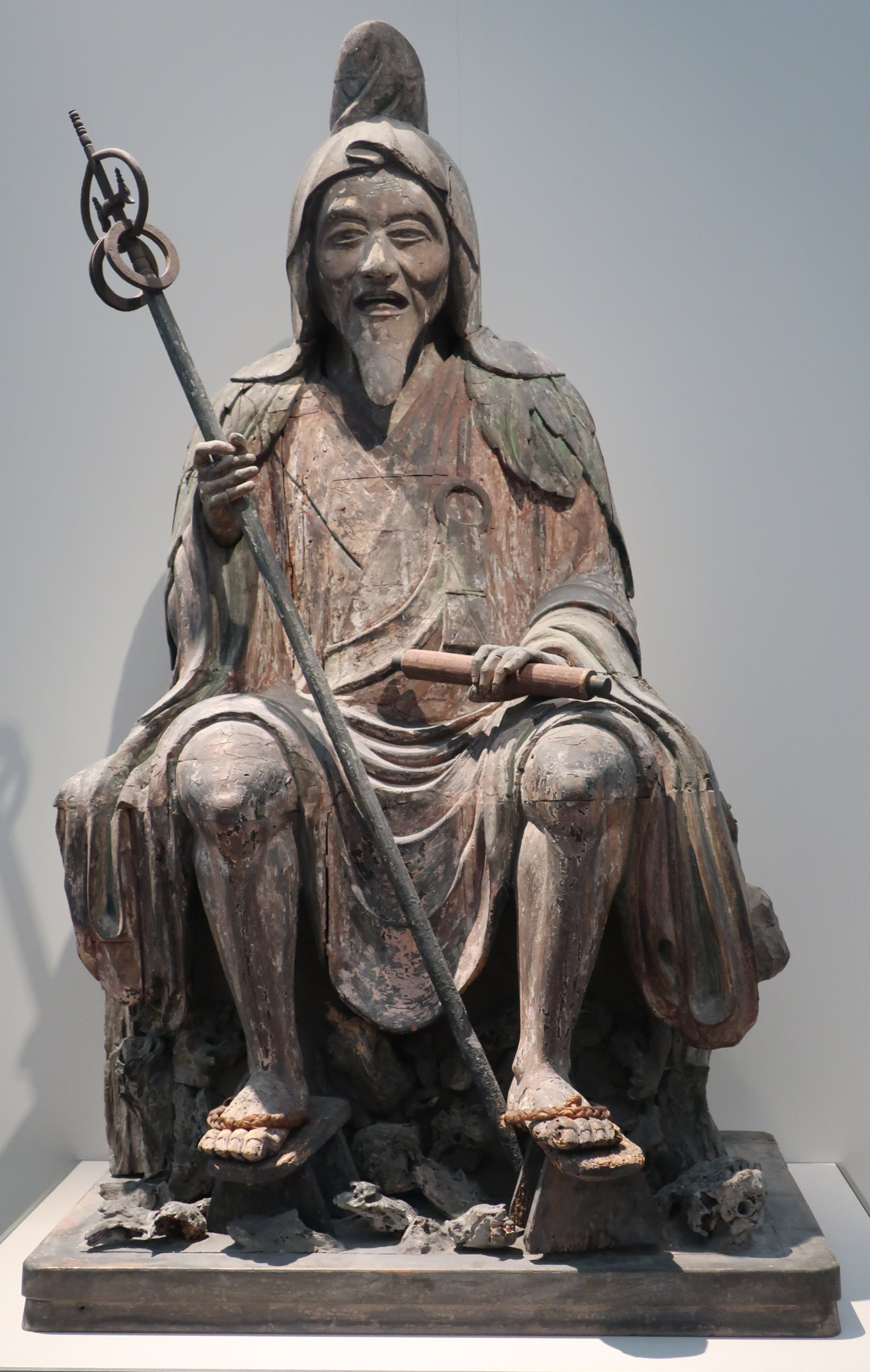
Se cree que rescatar del mar una estatua de En no Ozuno es lo que otorgó a Shizuko sus poderes.

Planeando mudarse a Tokio como amante de Ikuma, dejó el cuidado del bebé a su madre y se marchó nuevamente hasta que unos años después llevó a Sadako a vivir con ella. En 1954 Shizuko dio a luz un segundo bebé llamado Tetsuo que murió a los cuatro meses debido a una enfermedad, lo que fue un duro golpe para su hija, quien sentía un intenso cariño por su hermano. 
Presionada por Ikuma, en 1955 Shizuko llevó a cabo contra su voluntad una demostración de sus poderes psíquicos ante la prensa, sin embargo, fue incapaz de realizarlo debido a las migrañas provocadas por sus poderes y la prensa la tachó a nivel nacional como un fraude. Ikuma, aún obsesionado por demostrar que la percepción extrasensorial era real, perdió el interés por Shizuko y la abandonó a ella y a su esposa para retirarse de la ciudad e intentar obtener sus propios poderes psíquicos meditando debajo una cascada en las montañas, lo que solo provocó que contrajera tuberculosis y debiera ser internado en un sanatorio en la península de Izu. Por su parte, debido al incidente y a su percepción extrasensorial, Shizuko podía sentir la desaprobación y desprecio de la gente como un doloroso e interminable ataque mental que en poco tiempo trastocó su cordura; finalmente Sadako logró convencerla de regresar a la isla de Oshima en 1956, pero la mujer aprovechó un descuido de la niña para fugarse y suicidarse saltando al Monte Mihara, quedando Sadako nuevamente a cargo de los parientes de Shizuko. 
Paralelamente, Sadako mostraba los primeros indicios de ser una poderosa psíquica; aunque su madre era una psíquica notable, las habilidades de Sadako desde su infancia la superaban con creces; mientras que Shizuko solo podía grabar imágenes en papel, Sadako también podía proyectar imágenes en medios digitales, como la televisión y esto no le acarreaba secuelas a su salud, por ello se hizo notar al predecir en 1957 la erupción del Monte Mihara y al año siguiente realizar con éxito un experimento por correspondencia para el investigador paranormal Tetsuaki Miura, por esto involuntariamente ganó reputación en la isla y la gente comenzó a acosarla para que realizara adivinaciones pero se mantuvo firme en nunca hacerlo. 

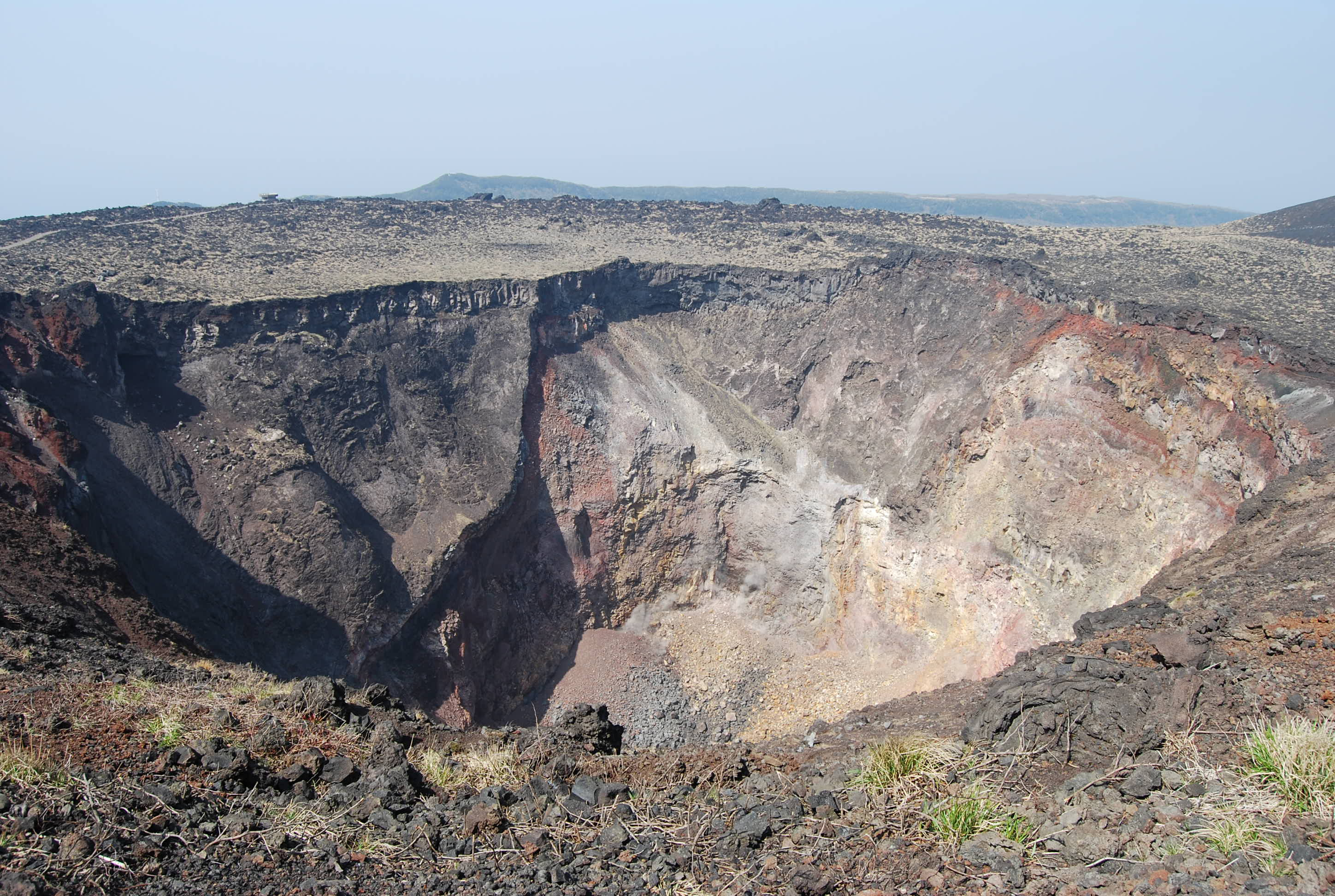
Cima del Monte Mihara, señalado como el lugar donde Shizuko Yamamura se suicidó saltando al vacío.

A la edad de diecinueve años, en 1965, Sadako se unió a un grupo de actores con sede en Tokio. Como se revela en el cuento Lemon Heart, se enamoró del operador de sonido, Hiroshi Toyama, quien se enteró de sus poderes pero la aceptó. Desafortunadamente, una forma temprana de la maldición fue creada en forma de una grabación de sonido que mató a cuatro personas, incluido el director de la compañía, lo que resultó en que Sadako, desconsolada, abandonó a Toyama y la actuación. Finalmente, el verano de 1966, Sadako visitó a Ikuma en el sanatorio de Izu, solo para ser violada junto al pozo del recinto por el doctor Jotaro Nagao, quien había contraído viruela días antes. Sin embargo tras abusar de ella descubrió que padecía feminización testicular, al ver que poseía testículos junto a su vagina. La furia de Sadako se manifestó como amenazas mentales a Nagao y este por instinto de supervivencia la arrojó al pozo, luego aplastó su cuerpo con pesadas rocas y lo selló.
Durante el ataque Sadako había logrado morder a Nagao en el hombro infectándose con la viruela y en ese punto de su vida se encontraba abrumada por todas las desgracias que debió vivir desde su nacimiento como hermafrodita, pasando por la muerte de su hermano, la humillación y suicidio de su madre, el abandono de su padre, las muertes del teatro y separarse de Hiroshi solo para ser violada y asesinada; por lo que sus poderes mentales fusionaron su resentimiento hacia la gente con el virus de la viruela creando una peculiar cepa parte biológica y parte sobrenatural llamada "Virus Ringu", que causaría la muerte de cualquiera en una semana.

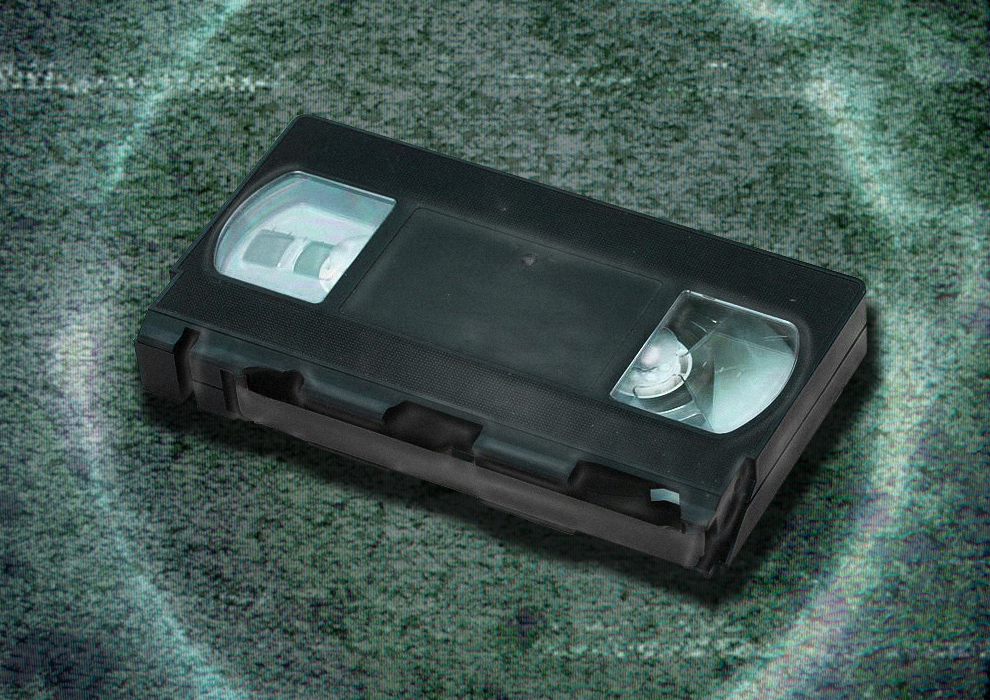
Sadako usó Termografia para grabar en un VHS todo su odio. No tiene etiqueta.

En 1991, el sanatorio de Izu, incluido el pozo al que arrojaron a Sadako, se había convertido en un centro turístico de montaña propiedad de Pacific Land. El pozo estaba ubicado justo debajo de la pantalla de televisión de una de las cabañas del resort. Cuando una familia de vacaciones olvidó una videocinta en la cabaña, Sadako proyectó el nuevo virus en la pantalla del televisor con el aspecto de una serie de escenas abstractas basadas en sus experiencias dolorosas y la videograbadora lo registró en la cinta. Los siguientes visitantes de la cabaña, incluido Tomoko Oishi, de 17 años, tropezaron accidentalmente y vieron la cinta. Después de la muerte de Tomoko, su tío Kazuyuki Asakawa y su amigo Ryuji fueron arrastrados a resolver el caso antes que el virus pudiera reclamarlos. Asakawa se enteró del origen de Sadako y escribió un diario detallando su investigación sin saber que gracias a ello el virus pudo mutar en una segunda cepa de consecuencias aún más nefastas. Tras resolver el misterio de la muerte de Sadako, Kazuyuki entregó los restos a su tío Takashi, quien demostró genuino cariño por ella y profundo dolor por su muerte.
La segunda cepa infectó a Mai Takano, asistente de Ryuji, quien se encontraba en sus días fértiles cuando vio la cinta, lo que la hizo dar a luz a un clon de Sadako que asumió el nombre de Masako; esta es descrita como una "hermafrodita completa" ya que tenía órganos reproductivos masculinos y femeninos completamente funcionales. Después que su identidad fuera revelada, Sadako reveló a Mitsuo Ando que hizo un trato con Ryuji: a cambio de su resurrección, él la ayudaría a renacer, algo que hizo cuando atrajo a Ando en el caso. Luego chantajeó a Ando: a cambio de no activar el Virus Ringu latente en él por leer el diario de Kazuyuki, se abstendría de frenar su publicación. Como incentivo, Sadako, quien tenía la capacidad de clonar una persona inseminándose con los genes del difunto, daría a luz a su hijo fallecido, Takanori, para resucitarlo con el mismo proceso que usó en sí misma. Al darse cuenta de que Sadako había ganado sin importar lo que hiciera, Ando cooperó de mala gana.
En la tercera novela, Loop, se revela que los eventos de las novelas anteriores estaban ambientados en una realidad virtual llamada LOOP y el Virus Ringu había escapado de la simulación cuando sus creadores hicieron un clon de Ryuji en el mundo real. El mutó en un cáncer llamado Cáncer Humano Metastásico (MHC) y el clon de Ryuji, que fue criado como Kaoru Futami y no tenía recuerdos de su vida en LOOP, debió volver a la realidad virtual para obtener la cura. En el cuento Happy Birthday, Kaoru encontró una cura que neutralizó todos los clones de Sadako en la realidad virtual.

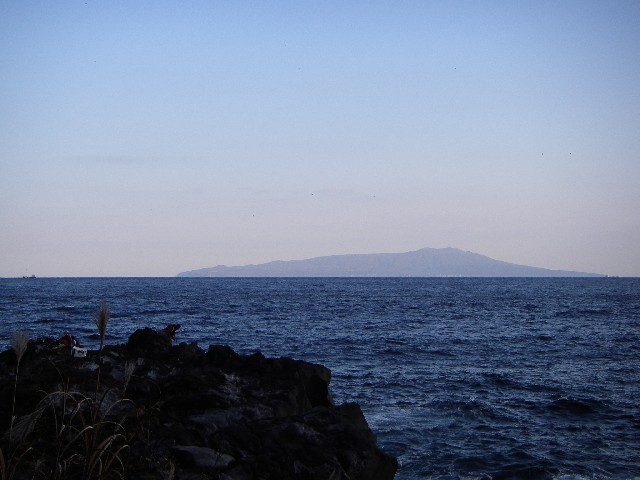
La ciudad natal de Sadako fue Izu Ōshima. En el centro de la isla está el Monte Mihara. Sadako y su familia vivían en el distrito de Sakiji en el extremo sur.

La cuarta novela, S, reveló que Masako tuvo sexo con Ryuji y dio a luz a una nueva réplica que fue llamada Akane Maruyama. Akane, a diferencia de los clones de Sadako, no heredó los genes defectuosos que pusieron en peligro a los clones, incluida Masako, que murió pocos años después de su nacimiento. Mientras tanto, Ryuji había trabajado duro para evitar que el Virus Ringu se propagara a través del diario de Kazuyuki, pero permitió que existieran cuatro clones de Sadako, pensando que tendrían una vida corta y no merecían ninguna precaución. Sin embargo, quince años después los clones fueron asesinados uno por uno por un asesino en serie que fue apresado y ejecutado tras diez años de condena; un mes después de la ejecución Takanori Ando, hijo de Mitsuo Ando y novio de Akane, investiga los asesinatos y descubre no solo que el ejecutado era en realidad Ryuji, sino que él es la réplica creada por Masako/Sadako para reemplazar al hijo de Mitsuo como pago por su cooperación, que su novia es una versión perfecta de Sadako y que el real asesino en serie era un estudiante de Ryuji, Hiroyuki Niimura, quien sintió que tenía el deber de librar al mundo de Sadako para siempre.
En la novela Tide se revela lo que sucedió entre el final de Loop y el comienzo de S. Ryuji/Kaoru, tras elegir abandonar el mundo real para encontrar la cura para el virus Ringu y el MHC, perdió partes significativas de su memoria, comenzó a vivir bajo el nombre de Seiji Kashiwada y a dar clases en una escuela preparatoria. Tras un misterioso incidente que involucró a una de sus alumnas decide viajar a la isla de Oshima y allí junto a un hombre llamado Toru Kawaguchi comienzan a investigar sobre la vida de Sadako y de Ryuji, conociendo la historia de ambos y a Mizuho, madre de Ryuji y su único pariente vivo, descubren un secreto imprevisto: Las verdaderas identidades de Mizuho y Ryuji Takayama eran Shizuko y Tetsuo Yamamura; la madre y el hermano de Sadako realmente nunca murieron, deseosa de empezar una nueva vida la madre hizo creer a todos que su hijo menor falleció y posteriormente fingió su suicidio para empezar una nueva vida bajo otra identidad decidiendo llevarse solo a "su hijo normal", siendo esta la real fuente de resentimiento de Sadako.
Una vez que ambos hombres comprenden que son dos porciones disociadas de la memoria fragmentada de Ryuji logra reintegrarse y se presenta junto con su madre ante Sadako quien le impone dos condiciones a cambio de permitirle salvar a la humanidad: la primera es abandonar a Mizuho a su suerte y la segunda es que muera de una forma infame y deshonrosa, siendo esta la razón por la que acepta ser culpado y ejecutado como criminal en serie.

### Versión cinematográfica
Sadako, según se relata en la primera película, vivía en la isla de Oshima con su madre Shizuko, una mujer profundamente perturbada que también tenía poderes psíquicos. Según contaban los lugareños, Shizuko acostumbraba salir en noches de luna nueva a pasear en la playa y nadar en el mar quedando en una de estas ocasiones embarazada y posteriormente dio a luz a Sadako en una cueva, donde esperaba que a su hija se la llevara el mar. Cuando regresó al día siguiente, Sadako seguía ahí, por lo que Shizuko decidió criarla. Todo esto no fue bien visto por los lugareños, quienes hace siglos evitaban tales actitudes, acuñando el dicho: "Shōmon bakari shite iru to, bōkon ga kuru zo" (しょう もんば か りしていると、 亡魂 が 来 る ぞ lit. Si en el mar te pones a retozar, los espectros han de presentarse.?) insinuando que esto atraería a alguna entidad maligna que vivía bajo el mar y que éste era el padre de Sadako.
Cuando era niña, Sadako era extremadamente tímida y rara vez socializaba con otros niños. Un día, un primo, Takashi, decide sacar provecho de los poderes de Shizuko y localiza al Dr. Heihachirō Ikuma, un científico fascinado por los poderes psíquicos. Shizuko y Heihachirō finalmente desarrollan una relación romántica y se casan. Esta unión, sin embargo, se vuelve tensa cuando, durante una demostración pública de sus poderes, Shizuko es escarnecida y despreciada por los periodistas que la acusan de ser una falsificación. Sadako, en defensa de su madre, lanza un ataque psíquico que causa la muerte del periodista que empezó el caos. Sadako pronto se divide en dos personas, uno de corazón tierno y tímido, y otra violenta y psicótica. A la buena Sadako se le permite vivir mientras a la otra se la mantiene recluida y obligada a tomar drogas que inhiben el crecimiento. Shizuko finalmente se sucumbe a la tensión y se lanza desde el monte Mihara.

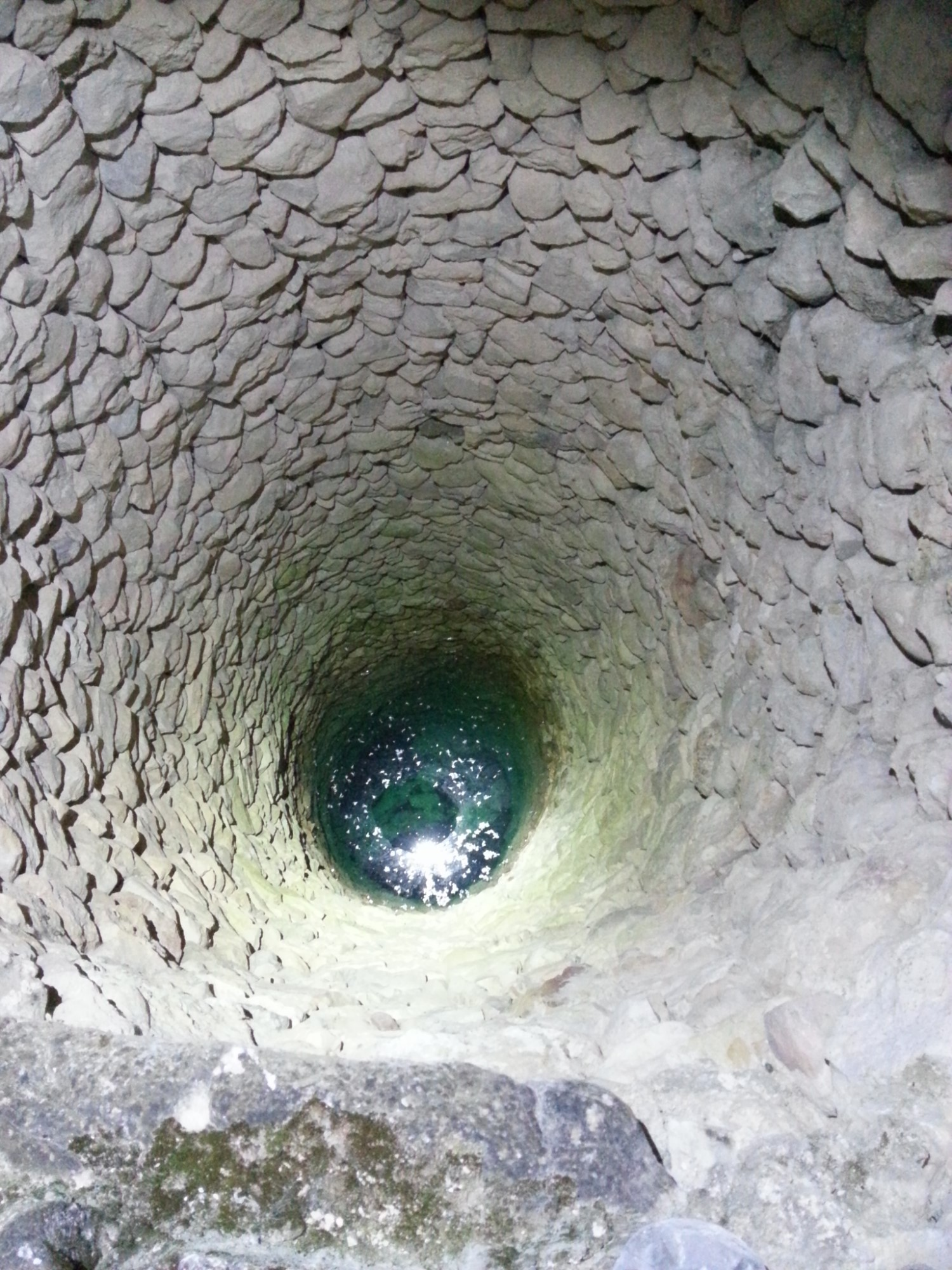
Sadako fue arrojada dentro de un pozo por su padre, iniciando así la maldición del vídeo.

A la edad de 19 años, se une a una compañía teatral en Tokio, y es vista como muy, muy trabajadora, pero también un poco extraña. Pero después de que Aiko, la protagonista femenina de la obra, la insultara, muere en circunstancias misteriosas, causando que Sadako fuera mirada con sospecha. Sin embargo su hermana gemela es la verdadera culpable, al usarla como un conducto. Sadako comienza una relación con un editor de sonido de 22 años de edad llamado Toyama, el único miembro de la compañía que le muestra su bondad, aunque ya se encuentra en una relación con una compañera de trabajo. Las cosas empeoran cuando el director decide presentar a Sadako en lugar de Aiko, como la protagonista femenina, haciendo que los miembros del grupo (con excepción de Toyama) se sientan celosos y enojados. Cuando el director Shegimori se entera de cómo "ella" mató a Aiko y al hombre que se burló de su madre en la demostración, la estrangula con violencia, sólo para ser salvada por Toyama. Los hombres luchan hasta que Shegimori muere, y Toyama acaba con la cabeza brutalmente herida. Tras recuperarse, Toyama esconde el cadáver del director, mientras que Sadako se prepara para el estreno de la obra (en la que la compañía ha trabajado durante meses). Sadako tiene visiones de cuando su madre estaba siendo insultada, y destruye el escenario y mata accidentalmente el médico que la había estado tratando (aunque su hermana estaba allí también, pero no se ve). La compañía ya había descubierto el cadáver del director, por lo que se unen y atacan a Sadako. Es linchada por los miembros de la compañía (aunque Toyama no era parte de ella y lloró su muerte) y, dada por muerta, es llevada a la casa del Dr. Ikuma, donde tienen la intención de acabar con la otra Sadako. El plan falla estrepitosamente, resultando en la fusión de las dos Sadakos en una sola entidad de destrucción pura. Sadako mata a la compañía entera, incluyendo a Toyama, que trató de ayudarla a escapar. Finalmente, recupera el sentidos y se arrepiente de sus acciones. El Dr. Ikuma la droga para que no pueda respirar, pero se escapa, suplicando por su vida. En cambio, él le golpea en la cabeza con un hacha y la arroja al pozo, donde sobrevive por pura voluntad durante 33 años.
Durante su encierro, sobre el pozo se construye un lugar de veraneo. Usando sus poderes, Sadako proyectó una serie de imágenes de su pasado en una cinta que, cuando se mirara, mataría al espectador después de siete días.

## Poderes
Las habilidades de Sadako, así como la explicación de la naturaleza de éstas, son muy diferentes según se aborden desde las adaptaciones cinematográficas o la saga de literaria; sin embargo, todas coinciden en que su poder más famoso es su habilidad para crear El vídeo maldito, así como algunas menos llamativas o recurrentes como clarividencia, manifestarse por lapsos cortos, proyectar alucinaciones o imprimir imágenes y mensajes con su voluntad.
En Ringu 0 Sadako exhibe una variedad de habilidades (mencionados anteriormente), incluyendo la telequinesis, la capacidad de matar a la gente al instante con poderes psíquicos, la sanación, habilidades ESP y posiblemente la capacidad de dividirse en dos seres y posteriormente combinarse otra vez.
En las novelas tras revivir, debido a su curiosa biología y al virus Ringu, Sadako parece ser capaz de resucitar a la gente (con la ayuda de un científico genético) al final de Rasen.
En Ringu 2 los protagonistas descubren que Sadako estuvo viva en el pozo durante 30 años, muriendo poco antes de ser descubierta en la película anterior por Reiko Asakawa, lo que implicaría que sus poderes también le otorgan resistencia sobrehumana y longevidad, así como la capacidad de vivir durante largos períodos sin alimento.
En las películas japonesas, ver el video maldito de Sadako causa que sus víctimas no puedan ser correctamente fotografiadas, apareciendo sus rostros distorsionados en las imágenes que se tomen desde el día en que son maldecidos hasta cuando mueran.

## El Virus Ringu
El verano de 1966 el doctor Jotaro Nagao, mientras visitaba un pabellón de aislamiento en las montañas, contrajo la viruela. Para su fortuna, se había vacunado unos años antes y no sufrió mayores molestias además de síntomas menores y ser aislado temporalmente para que no infectara a otros. Aun así con ello se ganó el peculiar reconocimiento de ser el último paciente contagiado de viruela de Japón.

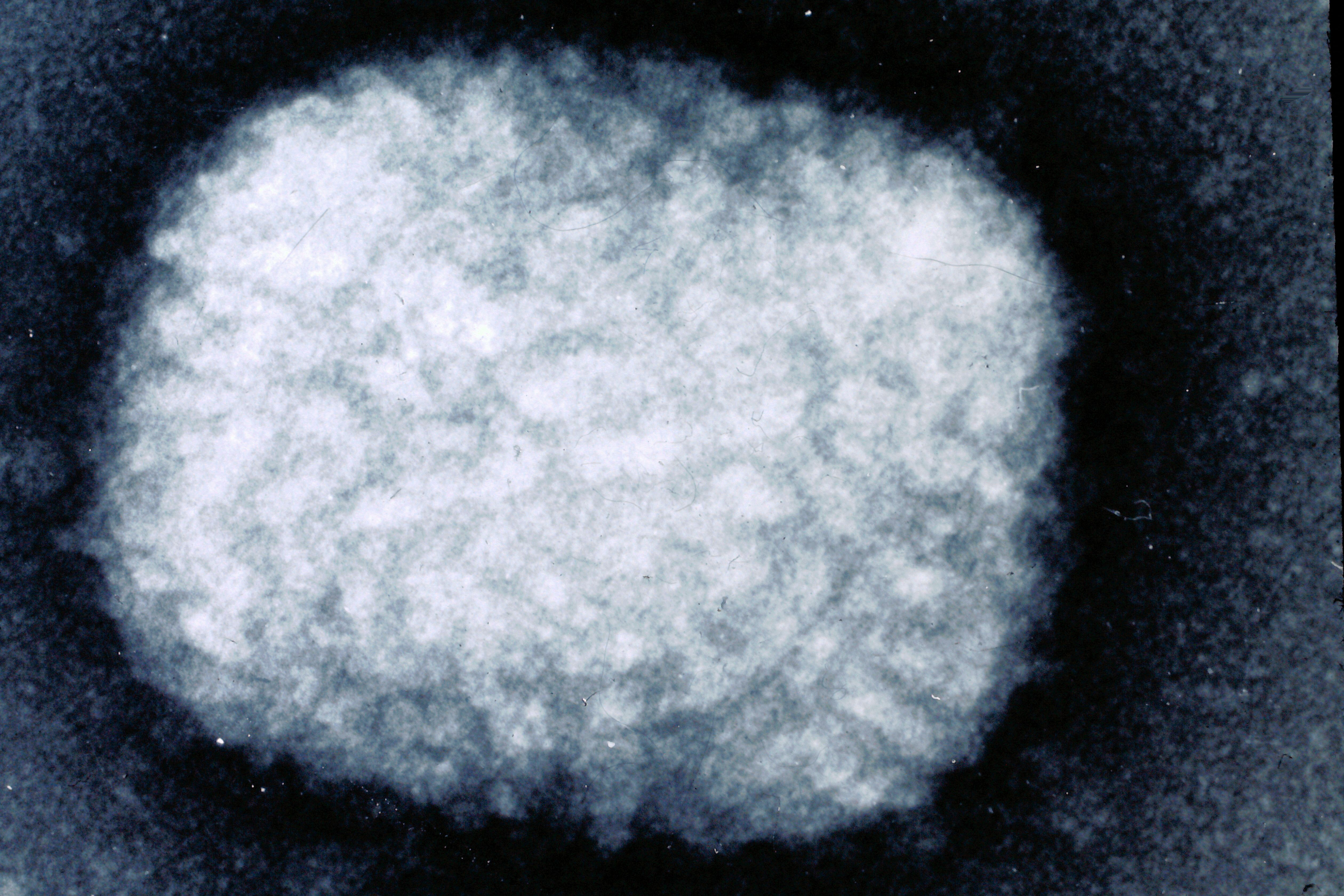
El virus de la viruela se fusionó con los poderes de Sadako y originó el virus Ringu.

Después de contagiarse y antes de ser diagnosticado, Nagao conoció, violó, asesinó y ocultó en un pozo cercano a Sadako Yamamura ignorando que también la había contagiado. La joven, que en ese punto de su vida había debido vivir cosas como nacer hermafrodita, la muerte de su hermano, la humillación pública y suicidio de su madre, el abandono de su padre, las muertes del teatro, renunciar a la actuación, separarse de Hiroshi Toyama y ser violada y asesinada; se encontraba abrumada y resentida a tal grado que sus poderes mentales fusionaron su resentimiento hacia la gente con el resentimiento latente del virus de la viruela, que para efectos prácticos era un organismo erradicado por los humanos, creando un peculiar híbrido del ADN de Sadako y de la viruela, una cepa parte biológica y parte sobrenatural llamada "Virus Ringu".
El virus permaneció latente en el pozo por tres décadas hasta que el lugar fue demolido y un resort fue construido en su lugar, quedando el pozo bajo unas de las cabañas, donde usando los poderes de Sadako logró imprimir en una video cinta una grabación que actuó como foco de propagación. Cuando alguien ve la cinta maldita, o algún texto que lleve la maldición, parte de su ADN cambia para convertirse en el del virus Ringu. Si la persona infectada no ayuda a la propagación del virus, desarrolla un sarcoma en una de las arterias del corazón que tras 168 horas, siete días, se desprende de la arteria y la obstruye, provocando muerte por insuficiencia cardíaca.
El 70% de la secuencia de bases del virus del anillo se deriva de la viruela, y el 30% restante es información de Sadako. Dado que el virus es mucho más pequeño que un espermatozoide humano, no es posible abarcar en cada uno la información genética de Sadako, por lo que esta se divide en cientos de miles de partes, cada una de las cuales está configurada para ser contenida por virus individuales con secuencias de bases ligeramente diferentes que se ensamblan cuando la fecundación es un evento viable.
El vídeo maldito originalmente terminaba mostrando una cláusula de escape que le permitiría propagarse, esta consistía en una advertencia que señalaba que solo viviría quien distribuyera copias de la cinta para propagarlo; pero la sobrina de Asakawa y sus amigos como broma grabaron un comercial de televisión sobre la advertencia para que nadie supiera el final del mensaje. Como resultado, el virus no tuvo medios para propagarse y se vio forzado a mutar en una segunda cepa en el siguiente espectador de la cinta, Kazuyuki, cuando lo vio y copió para Ryuji Takayama.
Aunque la secuencia base del virus Ringu es similar a la viruela, su apariencia es muy diferente; posee el aspecto de un espermatozoide cuya cabeza y la cola se conectan en forma de un anillo que contiene la información genética de Sadako. Si la persona infectada es una mujer el día de la ovulación, o un hombre que ha ayudado a que el virus evolucione y se multiplique, el anillo se desenvuelve y se convierte en un espermatozoide. En el caso de los hombres, el virus no va al corazón, sino que viaja al cerebro y manipula a los infectados para que produzcan textos con el mismo efecto que el "video maldito"; mientras que en el caso de las mujeres, el virus que entra en el útero, fecunda el óvulo y produce un clon de Sadako, dando a luz siete días después de la inseminación una réplica poseedora de todos los atributos físicos y mentales de Sadako, incluidos sus poderes y memoria, que crecería aceleradamente hasta cumplir 19 años en pocas horas tras lo cual comenzaría a envejecer de forma normal. Esto se debió a que Sadako quería renacer, algo de lo que era biológicamente incapaz ya que los nacidos con su condición son estériles. 

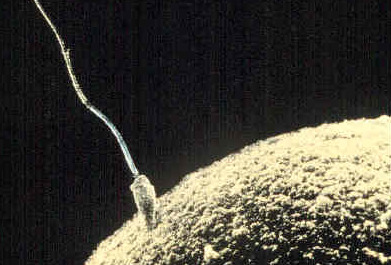
La segunda cepa del virus Ringu adquiere forma de espermatozoide y posee la capacidad de fecundar mujeres en sus días fértiles.

Aunque creía originalmente que solo el vídeo maldito podía matar, en realidad el virus Ringu posee total control sobre el poder de Sadako y puede manifestarse por medio de cualquier texto, ya sea escrito, oral audiovisual u otro semejante, que hable sobre los eventos que se le relacionen, como la bitácora que Kazuyuki Asakawa escribió durante su viaje con Ryuji Takayama, la novelización de la bitácora publicada por su hermano Junichiro Asakawa tras su muerte, la película basada en la novela o el virus del cáncer humano metastásico. Tras la eliminación de las copias de la cinta original en la novela Espiral, el virus usó el diario de Kazuyuki cuando su hermano lo publicó después de su muerte, revelando que la supervivencia de Kazuyuki no se debió a que copiara la cinta para Ryuji, sino a que le ayudó propagarse al escribir una crónica de su investigación, por eso sobrevivió a diferencia de su esposa e hija, que también copiaron la cinta según sus instrucciones.
El virus latente infectó a Mai Takano, asistente de Ryuji, quien se encontraba en sus días fértiles cuando vio la cinta, lo que la hizo dar a luz a un clon de Sadako que asumió el nombre de Masako, esta reveló a Mitsuo Ando que su control sobre el virus Ringu era tal que podía decidir si afectaba o no a los contagiado y de que forma lo haría, además reveló que podía resucitar a otras personas usando el mismo método con que ella resucitó.
En la novela, Loop, se revela que los eventos de las novelas anteriores estaban ambientados en una realidad virtual llamada LOOP y el Virus Ringu había escapado de la simulación cuando sus inventores crearon a Kaoru, un clon de Ryuji en el mundo real. El virus se separó de Ryuji y mutó con una bacteria, creando una tercera cepa cancerígena altamente peligroso llamada Cáncer Humano Metastásico (MHC), que amenazaba toda la vida. Ryuji debió regresar a la realidad virtual para obtener la cura tanto para el Virus Ringu como para el MHC. En el cuento Happy Birthday, Kaoru encontró una cura que neutralizó todos los clones de Sadako en la realidad virtual, causando que tanto él como los clones de Sadako envejecieran rápidamente y murieran en cuestión de años.

## Proyecto de vida artificial "LOOP"
LOOP, del inglés bucle, fue un proyecto que involucraba a un centenar de supercomputadoras vinculadas entre sí con el objetivo de recrear la vida por medio de una simulación por computadora que se suponía que iba a reproducir la evolución. Sin embargo, el proyecto tuvo que interrumpirse porque la simulación se deterioró como resultado de un virus dentro del circuito y en lugar de una multitud de seres vivos, solo había una forma de vida aberrante que se manifestó de forma espontánea y reemplazó a las demás.
Proyecto LOOP era una operación conjunta de Japón y Estados Unidos planeada para “crear vida en el espacio virtual de las computadoras” y diseñar “una biosfera original que simulara la evolución de la existencia en la tierra”. LOOP reproducía de forma fiel las condiciones de vida de la Tierra y todas las variables que permitieron la aparición de los humanos, nuestra historia y la estructura de la sociedad, siendo este en realidad el mundo donde suceden los eventos de las novelas Ringu, Rasen, Birthday, S y Tide, mientras que la novela LOOP sucede en el mundo real.

La simulación recibió el nombre LOOP ya que su creador plantea que el ciclo de la vida es un bucle.

LOOP planteó como pregunta que si es posible crear un mundo digital que parezca completamente real para los seres de ese mundo, ¿no es también posible que nuestra realidad no sea solo una simulación? Christoph Eliott, cabeza del proyecto, dijo una vez: “Los átomos son exactamente iguales en su estructura que nuestro sistema solar, cada átomo y cada partícula elemental forma un universo inimaginablemente pequeño. Este es el ciclo, la rueda de la vida: todo es igual, todo vuelve. De ahí el nombre del programa LOOP, el 'bucle' que significa lo recurrente".
Sin embargo por alguna misteriosa razón, se especula quizás un virus informático destinado a boicotear la simulación, se introdujeron condiciones aberrantes en el ambiente que suscitaron el nacimiento de Sadako Yamamura como un humano anormal y condicionaron los eventos de su vida para crear el virus Ringu; una vez que esto sucedió la maldición se expandió por medio de la segunda cepa y las formas de vida existentes en la simulación eventualmente fueron reemplazadas por copias de Sadako. Christoph Eliott, preocupado por las implicaciones que podía tener semejantes desarrollo en el mundo real decidió detener el proyecto.
Sin embargo, mientras moría por causa de la maldición del vídeo Ryuji Takayama, quien estuvo involucrado en los eventos relacionados con la misteriosa cinta de video, gracias a lo vivido tras empezar a investigar dedujo en sus últimos instantes que él y ese mundo eran solo parte de una simulación y con la ayuda del vídeo, logra llamar fuera del circuito y pedir ayuda: "La evolución debería estar influenciada por el azar, por lo que no deberíamos poder hacer lo mismo, pero la evolución del mundo de LOOP fue demasiado similar al mundo real. El programa Takayama estando en el mundo virtual, inmediatamente antes de morir, notó el desorden de su mundo y rogó que lo sacaran de allí".
Cuando Eliott se enteró de lo sucedido durante la muerte de Ryuji decidió crear un clon suyo en el mundo real que sería conocido como Kaoru Futami, sin embargo junto a él llegó al mundo real el virus Ringu que mutó en una tercera cepa llamado Virus del Cáncer Humano Metastásico que se transformaría en una pandemia para todas las formas de vida del mundo. Finalmente, a la edad de veinte años Kaoru descubre que es el único inmune al virus y con ayuda de Eliott permite que sintetice una cura y sacrifica su cuerpo permitiendo que lo destruyan para ser digitalizado y reinsertado en LOOP en una época previa a la extinción de las especies donde puede tomar las medidas necesarias para salvar ese mundo.

## Otras versiones yalter ego

### Masako Maruyama
Masako fue la segunda encarnación de Sadako, quien apareció en la novela Rasen, en su adaptación fílmica y en el relato Ataúd en el cielo. 
En noviembre de 1990 Mai Takano, la ex asistente de Ryuji Takayama, quien murió a causa del virus del anillo, encontró la copia de la cinta hecha por su difunto jefe y tras verla se activó la segunda cepa quedando embarazada; su bebé nonato la controló y la hizo quedar atrapada en el respiradero de un edificio donde, tras el parto, abandonó a Mai para que muriera.
Tras llegar a la adultez en pocas horas, fingió ser la hermana de Mai y sedujo al forense Ando Mitsuo, quien investigaba la muerte de su amigo Ryuji, cuando este la descubrió ella lo convenció de no interferir a cambio de perdonarle la vida y resucitar a su hijo muerto; es a través de ella que Kaoru/Ryuji logró resucitar dentro de LOOP nuevamente.
Según Akane Maruyama, Masako no logró vivir mucho tiempo ya que era susceptible a la cura implementada por Ryuji para salvar a la humanidad.

### Akane Maruyama
Personaje femenino de la novela S y novia de Takanori Ando, hijo de Mitsuo Ando, quien investigaba el caso de un asesino en serie ejecutado por matar a cuatro niñas y haber intentado hacer de Akane su quinta víctima. 
Tras averiguar, Ando descubrió que su novia era la versión final y perfecta de Sadako, nacida de Masako y Ryuji Takayama, sin los defectos ocasionados por el virus Ringu o su hermafroditismo lo que la convertía en un individuo sano y perfecto, mientras que el reo condenado a muerte era Ryuji, quien en realidad había asumido la culpa ya que el verdadero criminal era un alumno suyo que se había dedicado a cazar y asesinar a las copias de Sadako que no habían muerto por la cura implementada por Ryuji contra el virus Ringu.
Aunque Akane se comportaba de forma pasiva a lo largo de la novela, hacia el final se oyó reaparecer el rumor del vídeo maldito por lo que es posible que continuara intentando maldecir a los humanos.

### La otra Sadako

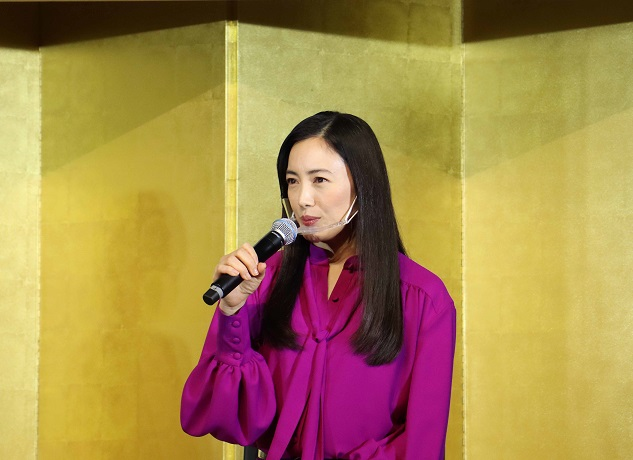
Yukie Nakama, quien interpretó a Sadako en Ringu 0: Birthday.

Ringu 0: Birthday introdujo el concepto de dos Sadako, una idea que no está presente en los libros o en las películas anteriores. Dentro de la película se supone que después de que su madre fuera despreciada y humillada por los periodistas en su demostración, Sadako mató con sus poderes al periodista que inició el caos, con esto Sadako se dividió en dos niñas idénticas –una relativamente normal, y la otra era una psicópata violenta–. Esta segunda Sadako es encarcelada por su padre y drogada para que no madurara físicamente. La segunda Sadako nunca se ve claramente, por lo que no está claro exactamente como es su estado físico, sólo que ella tiene el tamaño y las proporciones de un niño.
Ambas Sadakos poseen poderes psíquicos, aunque nunca queda claro si son los mismos. La Sadako "normal" exhibe, en un punto, poderes curativos y la habilidad de ver fantasmas. Ella también está ligada a la otra Sadako, que ejerce más poderes destructivos (como psicoquinesis) y los utiliza para defender a la Sadako "normal" cuando está en peligro, incluso si es su propio poder, el que causa angustia.
La Sadako maligna se fusiona con ella. Esta fusión no implica contacto físico, como la niña Sadako está encerrada en una habitación cuando se produce (y se desvanece después), y dos personajes observan el cadáver de Sadako cuando se levanta. La Sadako "restaurada" actúa como su hermana menor, su yo maligno, pero su apariencia y altura se basa en su yo adulto (mismo peso, etc), aunque su rostro está oculto por el cabello y ella se mueve principalmente a través de las sombras.
La división de las dos Sadako se detalla en el manga precuela de The Ring 0: Rebirth.

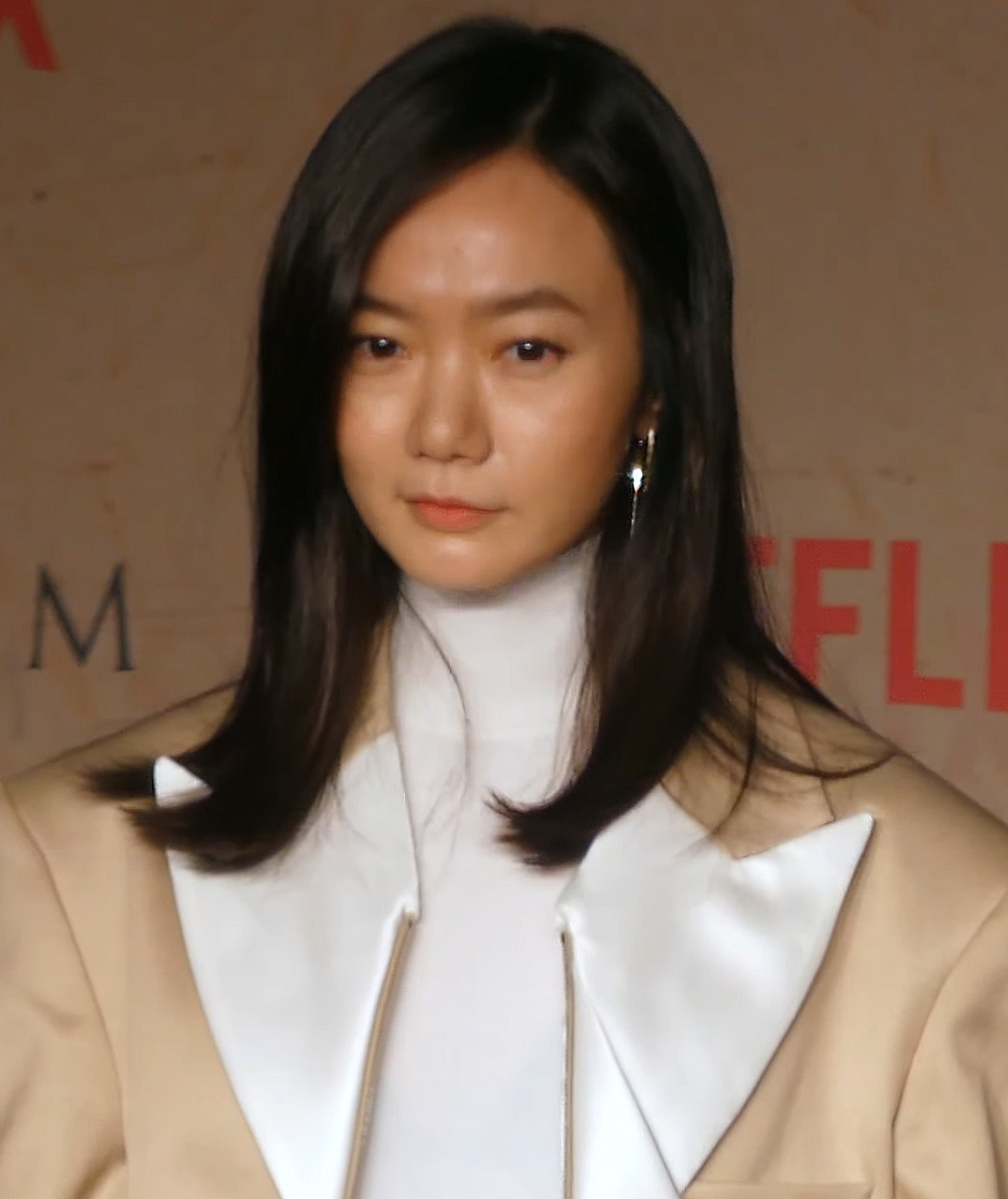
Bae Doona, interpretó a Park Eun-Suh.

### Park Eun-Suh
Park Eun-Suh es la versión de 1999 de la adaptación coreana, The Ring Virus. Park Eun-Suh se asemeja más a la Sadako de las novelas. Ella parece ser de la misma edad que Sadako (19 años), a pesar de que su edad nunca fue confirmada. 
Eun-Suh murió del mismo modo que Sadako en las novelas, ella fue violada y luego arrojada a un pozo cercano después de que el violador descubrió que era intersexual.

### Samara Morgan

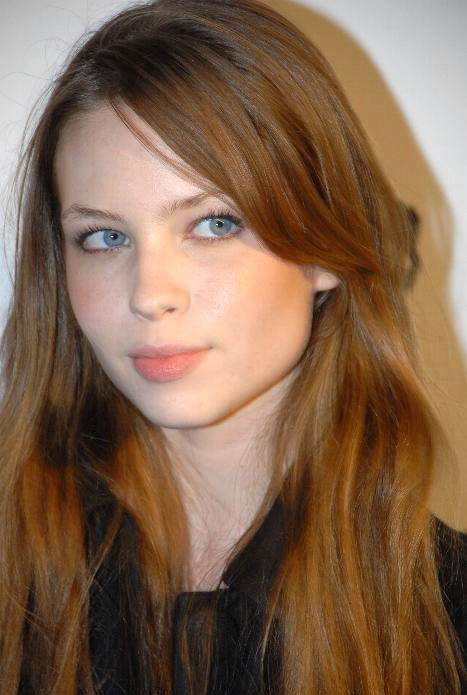
Daveigh Chase interpretó a Samara Morgan.

Es el personaje antagónico de la saga de películas The Ring (2002), The Ring Two (2005) y Rings (2017), la versión occidental de Sadako. 
A diferencia de la original su aspecto es el de una niña pequeña y su origen la señala como el fruto de una violación; a diferencia de otras versiones, Samara es por naturaleza una fuerza del mal que desde que estaba viva era consciente de ello y aceptaba que propiciar desgracias era su labor y propósito de existencia incluso si no deseara hacerlo.

### Sadakos imperfectas

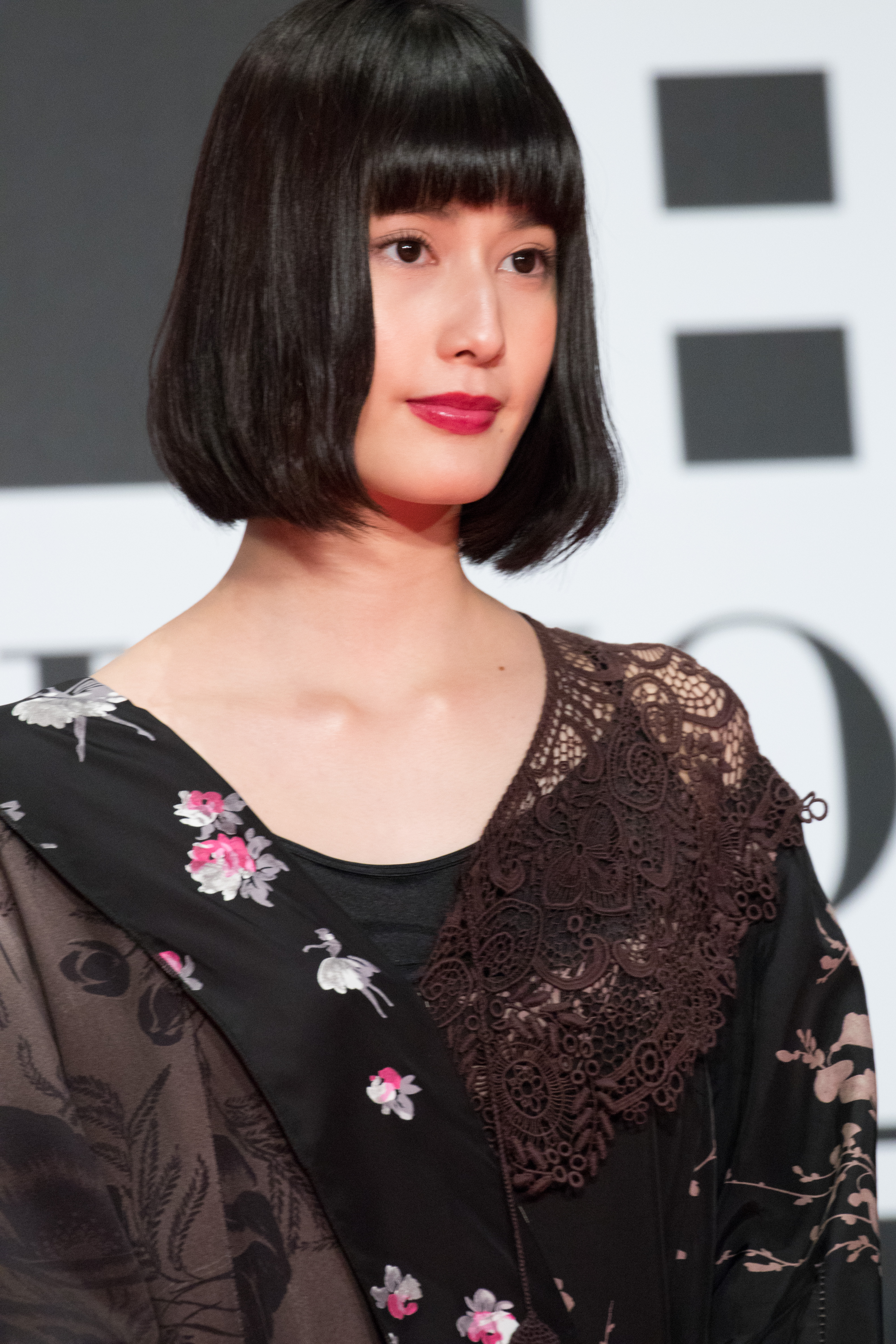
Ai Hashimoto interpretó a Sadako en Sadako 3D.

En Sadako 3D el artista en línea Seiji Kashiwada busca resucitar a Sadako como venganza contra la sociedad por no admirar sus obras. Para ello, en su primer intento, secuestra, asesina y arroja muchachas al fondo de un pozo con la creencia de que ello puede ayudar a Sadako a volver a la vida, sin embargo ninguna muestra una genuina compatibilidad que le permita revivir. 
Cuando Akane Ayukawa, una profesora con poderes psíquicos tan intensos como los de Sadako decide enfrentarla para salvar a su novio, esta convierte los cadáveres de las muchachas en copias suyas imperfectas pero muy poderosas que se manifiestan y atacan a Akane y sus aliados. Finalmente todas son destruidas por Akane, quien las mata con golpes físicos imbuidos con sus poderes mentales.

### Sadakaya
Cuando el exorcista Keizo Tokiwa intentó acabar simultáneamente con las maldiciones del vídeo y de la casa Saeki decide propiciar un enfrentamiento entre Sadako y Kayako razonando que una pelea entre dos Onryō de semejante calibre debía acabar en la destrucción de ambas. Para ello aprovechó la presencia de dos adolescentes, Yuri y Suzuka, cada una maldecida por uno de los espíritus y procedió a hacerlas reproducir el video maldito en el interior de la casa Saeki de forma de ambos espíritus se manifestaran para maldecirlas y chocaran entre sí. Aunque inicialmente el plan pareció funcionar cuando Sadako derrotó sin problemas a Toshio Saeki, el choque entre esta y Kayako acabó en un punto muerto.
Al darse cuenta de que su plan falló, Keizo pide que una de las chicas se sacrifique voluntariamente y atraiga a los fantasmas al pozo para que pueda sellar a las tres dentro. Yuri elige sacrificarse, saltando al pozo cuando Sadako y Kayako la atacan, lo que resulta en una colisión que convierte a ambos fantasmas en una masa amorfa que posee a Yuri fusionándose las tres en un solo ser.
La nueva entidad, Sadakaya, tiene el cuerpo de Yuri, la apariencia de Sadako, un método de movimiento combinado de ambos espíritus y emite el estertor de muerte característico de Kayako. Su poder espiritual es tan intenso que puede abrumar a poderosos psíquicos solo con acercarse y pudo destruir sin esfuerzo el sello que Keizo practicó en el pozo.

### Tabitha
Personaje parodia de Sadako y antagonista principal de la comedia Scary Movie 3.
Tabitha era la hija adoptiva de unos granjeros que desarrolló poderes psíquicos. Su padre la describe como alguien que hizo cosas malignas como "matar cachorros, asustar a los caballos o esconder el control remoto", por lo que su madre la ahogó en el pozo de la granja. A pesar de ello usó sus poderes para grabar una maldición en una videocinta que su padre vigilaba hasta que por error la entregó al videoclub en lugar de la copia de Pootie Tang que había rentado, comenzando a circular y matar personas.
Intentando detener la maldición Cindy Campbell investigó al fantasma, descubrió el pozo y enfrentó a Tabitha en el sótano de los Logan, donde pudo ser encerrada nuevamente cuando el presidente de Estados Unidos accidentalmente la empujó al interior del pozo cuando pasó a saludarlos.

## Obras donde aparece

### Literatura
| Nombre                                 | Autor       | Año  | ISBN              | Comentario |
| -------------------------------------- | ----------- | ---- | ----------------- | --- |
| Ringu (リング El Aro?)                 | Kōji Suzuki | 1991 | 978-4-04-872645-5 | Historia original y punto de partida de todas las historias posteriores de la franquicia.                      |
| Rasen (らせん Espiral?)                | Kōji Suzuki | 1995 | 978-4-04-188003-3 | Secuela directa de la novela El Aro.                                                                           |
| Loop (ループ Bucle?)                   | Kōji Suzuki | 1998 | 978-4-04-188006-8 | Cierre de la trilogía original. Combina el género del terror y ciencia ficción.                                |
| Birthday (バースデイ lit. Cumpleaños?) | Kōji Suzuki | 1999 | 978-4-04-873151-3 | Antología de tres historias cortas que complementan la trilogía El Aro.                                        |
| S (エス?)                              | Kōji Suzuki | 2012 | 978-4-04-110183-4 | Novela derivada de la trilogía original protagonizada por los hijos de personajes anteriormente presentados.   |
| Tide (タイド lit. Marea?)              | Kōji Suzuki | 2013 | 978-4-04-110519-1 | Ambientada entre los eventos de Loop y S. Revela la verdadera conexión entre Sadako Yamamura y Ryuji Takayama. |

### Cine y televisión
| Película                | Director                                             | Año  | País  | Comentario |
| ----------------------- | ---------------------------------------------------- | ---- | ----- | --- |
| Ring: Kanzenban         | Chisui Takigawa                                      | 1995 | Japón | Basada en la novela El Aro. Película para televisión. Primera adaptación fílmica.                              |
| Ringu                   | Hideo Nakata                                         | 1998 | Japón | Basada libremente en la novela homónima. Película para cine. Posee una adaptación estadounidense.              |
| Rasen                   | Jôji Iida                                            | 1998 | Japón | Basada en la novela homónima. Película para cine estrenada en paralelo a Ringu.                                |
| Ringu 2                 | Hideo Nakata                                         | 1999 | Japón | Secuela oficial de la película Ringu de 1998. Sin relación con las secuelas literarias.                        |
| Ring: The Final Chapter | Fukumoto Yoshito Hidetomo Matsuda Yoshihito Fukumoto | 1999 | Japón | Serie televisiva inspirada en la novela El Aro.                                                                |
| Rasen                   | Yoshihiro Kitayama                                   | 1999 | Japón | Serie televisiva, secuela de la serie Ringu: The Final Chapter e inspirada en la novela Espiral.               |
| Ringu 0: Birthday       | Norio Tsuruta                                        | 2000 | Japón | Precuela para las películas Ringu y Ringu 2. Se basa libremente en el relato Cumpleaños de Koji Suzuki.        |
| Sadako 3D               | Tsutomu Hanabusa                                     | 2012 | Japón | Película para cine en 3D. No está relacionada con los eventos de las novelas.                                  |
| Sadako 3D 2             | Tsutomu Hanabusa                                     | 2013 | Japón | Película para cine en 3D. Secuela de Sadako 3D. No está relacionada con los eventos de las novelas.            |
| Sadako vs. Kayako       | Kôji Shiraishi                                       | 2016 | Japón | Crossover entre las franquicias cinematográficas de Ringu y Ju-on.                                             |
| Sadako                  | Hideo Nakata                                         | 2019 | Japón | Secuela indirecta de la trilogía cinematográfica original. No está relacionada con los eventos de las novelas. |
| Sadako DX               | Hisashi Kimura                                       | 2022 | Japón | Secuela indirecta de la trilogía cinematográfica original. No está relacionada con los eventos de las novelas. |

### Manga
| Obra                           | Autor                                             | Año                      | Editorial       | ISBN                                    | Comentario |
| ------------------------------ | ------------------------------------------------- | ------------------------ | --------------- | --------------------------------------- | --- |
| Ringu                          | Kōji Suzuki (historia) Kojiro Nagai (arte)        | 1 de febrero de 1996     | Kodansha        | 4063335097                              | Primera adaptación al manga, basada exclusivamente en la versión de la novela homónima. |
| Ringu                          | Hiroshi Takahashi (historia) Misao Inagaki (arte) | 21 de enero de 1999      | Kadokawa Shōten | 1593070543 (tomo 1) 1593070551 (tomo 2) | Segunda y más conocida adaptación al manga de la novela El Aro. Es una libre adaptación que combina la versión de la novela con la de la película de 1998.                                                            |
| Rasen                          | Mizuki Sakura                                     | 10 de septiembre de 1999 | Kadokawa Shōten | 4048531166                              | Secuela del manga Ringu de 1999, por lo que ocasionalmente es llamado Ringu volumen 3. Adaptación de la novela homónima y por lo tanto secuela directa de la novela El Aro.                                           |
| Birthday                       | MEIMU                                             | 22 de diciembre de 1999  | Kadokawa Shōten | 4048731513                              | Adaptación de la antología de cuentos de terror del mismo nombre publicado por Koji Suzuki. |
| Ringu 0: Birthday              | Hiroshi Takahashi (historia) MEIMU (arte)         | 28 de enero de 2000      | Kadokawa Shōten | 9789875626362                           | Precuela que sigue los eventos de la película del mismo nombre. Muestra a Sadako mientras aún está viva y revela los eventos que la llevaron a morir y ser encerrada en el pozo.                                      |
| Sadako-san and Sadako-chan     | Noriaki Sugihara (historia) Aya Tsutsumi (arte)   | 23 de mayo de 2019       | Kadokawa Shōten | 9784040657035                           | Manga sin relación directa con la obra de Koji Suzuki; en corte humorístico relata la vida cotidiana del espíritu vengativo y una pequeña niña que tiene el mismo nombre.                                             |
| Sadako at the End of the World | Koma Natsumi                                      | 29 de junio de 2019      | Kadokawa Shōten | 4040657829                              | Manga sin relación directa con la obra de Koji Suzuki; muestra un futuro post apocalíptico donde dos niñas conviven amigablemente con Sadako durante siete días mientras esperan que la maldición del vídeo las mate. |

### Videojuegos
| Nombre                   | Año  | Desarrollador         | Plataforma                                                               | Comentario                                                                     |
| ------------------------ | ---- | --------------------- | ------------------------------------------------------------------------ | ------------------------------------------------------------------------------ |
| The Ring: Terror's Realm | 2000 | Asmik Ace             | Dreamcast                                                                | Videojuego de un jugador con temática de supervivencia.                        |
| Ring: Infinity           | 2000 | Kadokawa Shoten       | WonderSwan                                                               | Novela visual. Distribución exclusiva en Japón.                                |
| Ring                     | 2006 | Bandai Namco Games    | i-mode                                                                   | Juego para celular. Distribución exclusiva en Japón.                           |
| Dead by Daylight         | 2022 | Behaviour Interactive | Windows, PS4, Xbox One, Switch, Android, iOS, PS5, Xbox Series X, Stadia | Sadako se incluye como personaje antagónico en el complemento lanzado en 2022. |

## Recepción
El éxito de la película Ring 1998 trajo la imagen de la yūrei a la cultura popular occidental por primera vez, aunque la imagen ha existido en Japón desde hace siglos. Esta imagen se utiliza a menudo en las películas de J-Horror, como Ju-on (y su remake The Grudge), One Missed Call y Dark Water. En abril de 2019, fue seleccionada como uno de los "Cien japoneses mundialmente respetados".